# Just Dance 3
Just Dance 3 är ett dansspel till Wii, Xbox 360 och Playstation 3 utvecklad av Ubisoft.

## Spelupplägg
Som i föregångaren kan fyra spelare spela samtidigt mot en dansare på skärmen och välja över 40 låtar, dom bedöms efter deras egenskaper när dom följer efter dansarens rörelser. Man kan dansa Solo (ensam) eller Duet (duett), Just Dance 3 har nytt spelarläge som heter Dance Crew där fyra spelare dansar tillsammans, varje med sin unika koreografi samt spellistor med låtar i olika kategorier. Spelaren kan låsa upp presenter som till exempel nya låtar och spelarläge som Dance Mashups som blandar olika dansare. Återkommande funktioner är Non-Stop Shuffle, Speed Shuffle, och Just Sweat Mode.
Versionerna till Wii och Playstation 3 har spelarläget Hold My Hand där upp till åtta spelare delar med 4 Wii Remote- eller Playstation Move-kontroller för att dansa. Versionerna till Playstation 3 och Xbox 360 har karaoke-funktion där man använder Playstation Eyes mikrofon och Kinects röststyrningskontroll för att sjunga texten på skärmen. Versionen till Xbox 360 har ett spelarläge som heter Just Create där spelaren kan skapa egna danser och dela med sig med andra spelare.

## Låtar
- Notis: I Xbox 360-versionen ligger låtarna i alfabetisk ordning medan versionerna till Wii och Playstation 3 gör inte det.
- Notis: I Xbox 360-versionen är Dance Mash-Up for Pump It är upplåst som pris på Uplay.
- Notis: Versionen av Dance Mash-Up med Gonna Make You Sweat (Everybody Dance Now) är bara tillgängligt när Kinect-versionen av Just Dance 3 är en förhandsbokad hos Gamestop.[1]

| Sång                                                     | Artist                                                    | Svårighetsgrad | Ansträngning | År   | Spelarläge   | Dansare |
| -------------------------------------------------------- | --------------------------------------------------------- | -------------- | ------------ | ---- | ------------ | ------- |
| "Airplanes" (TE)/**/(H)                                  | B.o.B feat. Hayley Williams                               | 1              | 1            | 2010 | Solo         | ♂       |
| "Apache (Jump On It)"°                                   | The Sugarhill Gang                                        | 3 [2]          | 2 [3]        | 1981 | Solo         | ♂       |
| "Are You Gonna Go My Way"°                               | Lenny Kravitz                                             | 1 [2]          | 3 [2]        | 1993 | Solo         | ♀       |
| "Baby Don't Stop Now" (PS)/**                            | Anja                                                      | 1              | 1            | 2011 | Solo         | ♀       |
| "...Baby One More Time"*/°/(J2)                          | Britney Spears (The Girly Team)                           | 2 [2]          | 2 [1]        | 1998 | Dance Crew   | ♀/♀/♀/♀ |
| "Barbra Streisand"°/(SD)                                 | Duck Sauce                                                | 2 [2]          | 2 [1]        | 2010 | Solo         | ♀       |
| "Beautiful Liar"*/(J2)                                   | Beyoncé and Shakira (Countdown Mix Masters)               | 3              | 1            | 2007 | Duet         | ♀/♀     |
| "Boogie Wonderland"*                                     | Earth, Wind & Fire feat. The Emotions (Groove Century)    | 2              | 2            | 1979 | Dance Crew   | ♀/♂/♂/♀ |
| "Boom"*/(4D)                                             | MC Magico and Alex Wilson (Reggaeton Storm)               | 2              | 2            | 2005 | Solo         | ♀       |
| "California Gurls" (D)/(J2)                              | Katy Perry feat. Snoop Dogg                               | 2              | 2            | 2010 | Solo         | ♀       |
| "Crazy Little Thing Called Love"                         | Queen                                                     | 3              | 2            | 1979 | Duet         | ♀/♂     |
| "Da Funk"°                                               | Daft Punk                                                 | 2 [2]          | 2 [2]        | 1995 | Duet         | ♂/♂     |
| "Dance All Nite"                                         | Anja                                                      | 3              | 1            | 2011 | Solo         | ♀       |
| "Dynamite"°/(D)/(J2)                                     | Taio Cruz                                                 | 1 [2]          | 2 [1]        | 2010 | Dance Crew   | ♂/♀/♀/♂ |
| "E.T." (BBE)                                             | Katy Perry                                                | 1              | 2            | 2011 | Solo         | ♀       |
| "Forget You"                                             | Cee Lo Green                                              | 2              | 2            | 2010 | Solo         | ♂       |
| "Giddy on Up (Giddy on Out)"                             | Laura Bell Bundy                                          | 2              | 1            | 2010 | Solo         | ♀       |
| "Gonna Make You Sweat (Everybody Dance Now)"*/°/(J2)/(K) | C+C Music Factory feat. Freedom Williams (Sweat Inavders) | 2 [?]          | 3 [?]        | 1990 | Solo         | ♂       |
| "Hey Boy Hey Girl"                                       | The Chemical Brothers                                     | 3              | 3            | 1999 | Solo         | ♂       |
| "I Don't Feel Like Dancin'" °                            | Scissor Sisters                                           | 3 [2]          | 3 [2]        | 2006 | Solo         | ♂       |
| "I Feel Love"                                            | Donna Summer                                              | 2              | 1            | 1977 | Solo         | ♀       |
| "I'm So Excited"                                         | The Pointer Sisters                                       | 1              | 3            | 1984 | Solo         | ♀       |
| "I Was Made for Lovin' You"                              | Kiss                                                      | 1              | 2            | 1979 | Dance Crew   | ♂/♂/♀/♂ |
| "Jamaican Dance"°                                        | Konshens                                                  | 1 [3]          | 2 [3]        | 2011 | Hold My Hand | (♀♂)    |
| "Jambo Mambo" (PS)                                       | Ole Orquesta                                              | 1              | 1            | 1997 | Duet         | ♀/♂     |
| "Jump (For My Love)"°                                    | Girls Aloud                                               | 3 [3]          | 3 [3]        | 2003 | Duet         | ♀/♀     |
| "Kurio ko uddah le jana"                                 | Bollywood Rainbow                                         | 3              | 2            | 1974 | Duet         | ♀/♂     |
| "Land of 1000 Dances"                                    | Wilson Pickett                                            | 1              | 3            | 1966 | Solo         | ♂       |
| "Let's Go to the Mall"                                   | Robin Sparkles                                            | 3              | 2            | 1986 | Solo         | ♀       |
| "Lollipop" (J2)                                          | MIKA                                                      | 2              | 2            | 2007 | Solo         | ♀       |
| "Marcia Baila" (P)                                       | Les Rita Mitsouko                                         | 2              | 2            | 1985 | Solo         | ♀       |
| "Kiss The Girl" (P)                                      | Ashley Tisdale                                            | 2              | 2            | 1985 | Solo         | ♀       |
| "Amigas Cheetahs" (P)                                    | The Cheetah Girls 2                                       | 2              | 2            | 1985 | Solo         | ♀       |
| "Night Boat to Cairo"                                    | Madness                                                   | 1              | 3            | 1979 | Dance Crew   | ♂/♀/♀/♂ |
| "No Limit"°                                              | 2 Unlimited                                               | 2 [2]          | 3 [3]        | 1993 | Duet         | ♀/♂     |
| "Only Girl (In the World)" (TE)/**/(J2)                  | Rihanna                                                   | 2              | 2            | 2010 | Solo         | ♀       |
| "Party Rock Anthem"°/(J2)                                | LMFAO feat. Lauren Bennett and GoonRock                   | 3 [2]          | 2 [2]        | 2011 | Solo         | ♂       |
| "Pata Pata"*                                             | Miriam Makeba (African Ladies)                            | 1              | 2            | 1967 | Duet         | ♀/♀     |
| "Price Tag"                                              | Jessie J feat. B.o.B                                      | 2              | 1            | 2011 | Solo         | ♀       |
| "Promiscuous"°/(J2)                                      | Nelly Furtado feat. Timbaland                             | 2 [2]          | 2 [2]        | 2006 | Duet         | ♀/♂     |
| "Pump It"°/(J2)/(BEP)                                    | The Black Eyed Peas                                       | 3 [3]          | 3 [3]        | 2006 | Solo         | ♂       |
| "Satellite" (P)                                          | Lena Meyer-Landrut                                        | 1              | 2            | 2010 | Solo         | ♀       |
| "She's Got Me Dancing"°/(J2)                             | Tommy Sparks                                              | 3 [3]          | 2 [2]        | 2009 | Solo         | ♂       |
| "Somethin' Stupid"                                       | Robbie Williams and Nicole Kidman                         | 1              | 1            | 2001 | Duet         | ♀/♂     |
| "Soul Searchin" (PS)                                     | Groove Century                                            | 1              | 1            | 1999 | Solo         | ♂       |
| "Spectronizer" (J2)                                      | Sentai Express                                            | 2              | 2            | 2011 | Dance Crew   | ♀/♂/♂/♂ |
| "Take on Me"°/(K2014)                                    | a-ha                                                      | 1 [2]          | 3 [2]        | 1985 | Solo         | ♂       |
| "Teenage Dream" (BBE)                                    | Katy Perry                                                | 2              | 1            | 2010 | Solo         | ♀       |
| "Think"*                                                 | Aretha Franklin (The London Theatre Cast & Orchestra)     | 2              | 2            | 1968 | Solo         | ♀       |
| "This is Halloween"                                      | Danny Elfman                                              | 2              | 2            | 1993 | Dance Crew   | ♀/♂/♂/♀ |
| "Tightrope (Solo Version)"                               | Janelle Monáe                                             | 3              | 2            | 2010 | Solo         | ♀       |
| "Twist and Shake It" (PS)                                | The Girly Team                                            | 2              | 1            | 2011 | Duet         | ♀/♀     |
| "Venus"                                                  | Bananarama                                                | 1              | 2            | 1986 | Solo         | ♀       |
| "Video Killed the Radio Star"                            | The Buggles                                               | 2              | 1            | 1979 | Solo         | ♂       |
| "What You Waiting For?"°                                 | Gwen Stefani                                              | 2 [2]          | 1 [3]        | 2004 | Solo         | ♀       |

- En "*" visar att sången är en cover-version, inte originalet.
- En "**" visar att sången är även med i Just Dance: Best Of/Just Dance: Greatest Hits.
- En "°" visar att sången har en Dance Mash-Up-version tillgängligt (måste låsas i spelet).
- Svårighetsgrad och ansträngnings-nivåerna i hakparentes [] är sångernas nivåer i Mashup-versionen.
- En "(P)" visar att sången är endast i  PAL-versionen (Europa) av spelet.
- En "(BBE)" visar att sången är en Best Buy Exclusive ("Bästa köp exklusiv") (Special Edition i Europa).
- En "(PS)" visar att sången exklusiv i Playstation 3-versionen, men är ett DLC till Wii-version.
- En "(D)" visar att sången även är i med i demo-versionen av spelet.
- En "(TE)" visar att sången är ett Target (USA) eller Zellers (Kanada) exklusivt (Kinect-versionen exklusiv i Europa).
- En "(4D)" visar att sången även är med som DLC i Just Dance 4.
- En "(K)" visar att sången även är med i Just Dance Kids.
- En "(K2014)" visar att sången även är med i Just Dance Kids 2014.
- En "(SD)" visar att sången även är med i The Smurfs Dance Party.
- En "(BEP)" visar att sången även är med i The Black Eyed Peas Experience.
- En "(H)" visar att sången även är med i The Hip Hop Dance Experience.
- En "(J2)" visar att sången även är med i Just Dance Wii 2.

"()" hakparentes visar cover-artist av sången.
Notis:Mash-Up i "Gonna Make You Sweat" är med i filen av Just Dance 3-skivan, men medverkar aldrig i själva spelet.
Sånger och alternativa danser kan låsas upp i spelet beroende på Mojo.
| Sång                            | Artist                                                     | Svårighetsgrad | Ansträngning | År   | Spelarläge           | Dansare                        |
| ------------------------------- | ---------------------------------------------------------- | -------------- | ------------ | ---- | -------------------- | ------------------------------ |
| "Baby Zouk"°                    | Dr. Creole                                                 | 2 [2]          | 3 [3]        | 2011 | Duet                 | ♀/♂                            |
| "Barbra Streisand" (E)/(U)      | Duck Sauce                                                 | 3              | 3            | 2010 | Extreme Version/Solo | ♂                              |
| "Giddy on Up (Giddy on Out)"    | Laura Bell Bundy                                           | 1              | 1            | 2010 | Hold My Hand         | (♀♀)                           |
| "Hungarian Dance No. 5" (JD)    | Johannes Brahms (Brahms by Just Dance Classical Orchestra) | 2              | 2            | 1880 | Duet                 | ♀* (Body Movin')/♂* (Rasputin) |
| "I Was Made for Lovin' You" (U) | Kiss                                                       | 2              | 3            | 1979 | Sweat Version/Solo   | ♀                              |
| "Mamasita" (J2)                 | Latino Sunset                                              | 3              | 2            | 2001 | Duet                 | ♀/♂                            |
| "The Master Blaster"            | Inspector Marceau                                          | 3              | 1            | 1969 | Duet                 | ♀/♂                            |

- En "(E)" visar att sången har en upplåsbar i Extreme Version genom att en kod på titelskärmen.
- En "°" visar att sången har en Dance Mashup-version tillgängligt (måste låsas upp i spelet).
- Svårighetsgrad och ansträngnings-nivå i hakparentes [] är sångens nivå i Mashup-versionen.
- En "(JD)" visar att sången är en special Just Dance edition.
- En "(J2)" visar att sången är även med oi Just Dance Wii 2.
- En "♀*" och/eller "♂*" visar att dansaren är en återvändande dansare.
- En "()" visar sången var dansare kommer från.
- En "(U)" visar att sången är upplåst när man spelar Wii-versionen av spelet men är is oupplåst i Xbox 360 Kinect och PlayStation Move av pris från Uplay.

"()" hakparentes visar cover-artist av sången.

## Neddladdningsbart innehåll
- Sånger från tidigare Just Dance-titlar finns tillsammans med nya sånger förekommer som nedladdningsbart innehåll till Just Dance 3.
- Notera att nedladdningsbart innehåll är inte tillgängligt till Playstation 3.

### Wii
| Sång                                              | Artist                                      | Svårighetsgrad | Ansträngning | År   | Spelarläge | Dansare   | Releasedatum      | Pris           |
| ------------------------------------------------- | ------------------------------------------- | -------------- | ------------ | ---- | ---------- | --------- | ----------------- | -------------- |
| "Baby Don't Stop Now" (G)/(PS)                    | Anja                                        | 2              | 1            | 2011 | Solo       | ♀         | 7 oktober 2011    | 250 Wii Points |
| "Jambo Mambo"(PS)                                 | Olé Orquesta                                | 2              | 2            | 1997 | Duet       | ♀/♂       | 7 oktober 2011    | 250 Wii Points |
| "Soul Searchin"(PS)                               | Groove Century                              | 1              | 1            | 1999 | Solo       | ♂         | 7 oktober 2011    | 250 Wii Points |
| "Twist and Shake It" (PS)                         | The Girly Team                              | 2              | 1            | 2011 | Duet       | ♀/♀       | 7 oktober 2011    | 250 Wii Points |
| "Fame"*/(G)/(DOB)                                 | Irene Cara                                  | 1              | 3            | 1980 | Solo       | ♀         | 23 november 2011  | 250 Wii Points |
| "U Can't Touch This"*/(G)/(J)                     | MC Hammer                                   | 2              | 3            | 1990 | Solo       | ♂         | 23 november 2011  | 250 Wii Points |
| "Just Mario" (J)                                  | Ubisoft Meets Nintendo                      | 1              | 3            | 2011 | Solo       | ♂ (Mario) | November 23, 2011 | 250 Wii Points |
| "Jump"*/(G)                                       | Kris Kross                                  | 3              | 3            | 1991 | Duet       | ♂/♂       | 23 november 2011  | 250 Wii Points |
| "Crazy Christmas"                                 | Santa Clones                                | 2              | 3            | 2010 | Solo       | ♂         | 20 december 2011  | 250 Wii Points |
| "Walk Like an Egyptian"                           | The Bangles                                 | 2              | 2            | 1986 | Solo       | ♀         | 20 december 2011  | 250 Wii Points |
| "Toxic"*/(G)/(J)                                  | Britney Spears                              | 3              | 1            | 2004 | Solo       | ♀         | 20 december 2011  | 250 Wii Points |
| "Jump in the Line (Shake, Senora)"*/(G)/(J)       | Harry Belafonte                             | 3              | 2            | 1961 | Duet       | ♀/♂       | 20 december 2011  | 250 Wii Points |
| "Iko Iko"                                         | Mardi Gras                                  | 1              | 2            | 1953 | Solo       | ♀         | 20 december 2011  | 250 Wii Points |
| "Baby Girl"(G)/(4D)                               | Reggaeton                                   | 3              | 2            | 2003 | Solo       | ♂         | 20 december 2011  | 250 Wii Points |
| "I Like to Move It (Radio Mix)"*/(G)/(SD)/(K2014) | Reel 2 Real feat. The Mad Stuntman          | 2              | 2            | 1993 | Solo       | ♀         | 4 januari 2012    | 250 Wii Points |
| "Beat Match Until I'm Blue"                       | Sweat Invaders                              | 2              | 2            | 2011 | Solo       | ♀         | 4 januari 2012    | 250 Wii Points |
| "Touch Me Want Me"                                | Sweat Invaders                              | 2              | 3            | 2011 | Solo       | ♀         | 4 januari 2012    | 250 Wii Points |
| "Dun N Dusted"                                    | Sweat Invaders                              | 2              | 2            | 2011 | Solo       | ♂         | 4 januari 2012    | 250 Wii Points |
| "Cardiac Caress"                                  | Sweat Invaders                              | 2              | 3            | 2011 | Solo       | ♀         | 18 januari 2012   | 250 Wii Points |
| "Boomsday"                                        | Sweat Invaders                              | 2              | 3            | 2011 | Solo       | ♂         | 18 januari 2012   | 250 Wii Points |
| "Merengue"                                        | Sweat Invaders                              | 2              | 2            | 2011 | Solo       | ♀         | 18 januari 2012   | 250 Wii Points |
| "Who Let the Dogs Out?"*/#/(G)/(K)/(SD)           | Baha Men                                    | 2              | 2            | 2000 | Solo       | ♂         | 18 januari 2012   | 250 Wii Points |
| "Katti Kalandal" (G)/(J)                          | Bollywood                                   | 2              | 2            | 1980 | Duet       | ♀/♂       | 1 februari 2012   | 250 Wii Points |
| "Why Oh Why"                                      | Love Letter                                 | 1              | 1            | 2009 | Duet       | ♀/♂       | 1 februari 2012   | 250 Wii Points |
| "The Power"(G)                                    | Snap!                                       | 2              | 3            | 1990 | Solo       | ♂         | 1 februari 2012   | 250 Wii Points |
| "Skin To Skin"                                    | Sweat Invaders                              | 1              | 3            | 2010 | Solo       | ♂         | 1 februari 2012   | 250 Wii Points |
| "Rasputin"(G)/(J)                                 | Boney M.                                    | 3              | 3            | 1978 | Solo       | ♂         | 15 februari 2012  | 250 Wii Points |
| "Mugsy Baloney"                                   | Charleston                                  | 3              | 2            | 1924 | Duet       | ♀/♂       | 15 februari 2012  | 250 Wii Points |
| "That's the Way (I Like It)"#                     | KC and the Sunshine Band                    | 2              | 1            | 1975 | Solo       | ♂         | 15 februari 2012  | 250 Wii Points |
| "Kids in America" (K)                             | Kim Wilde                                   | 2              | 2            | 1981 | Solo       | ♀         | 12 mars 2012      | 250 Wii Points |
| "Down by the Riverside"(2D)/(G)                   | The Reverend Horatio Duncan and Amos Sweets | 2              | 1            | 1927 | Solo       | ♀         | 12 mars 2012      | 250 Wii Points |
| "Professor Pumplestickle" (2D)/(4D)               | Nick Phoenix and Thomas J. Bergersen        | 3              | 1            | 2006 | Duet       | ♂/♂       | 12 mars 2012      | 250 Wii Points |
| "Dare"(G)                                         | Gorillaz                                    | 2              | 1            | 2005 | Solo       | ♂         | 12 mars 2012      | 250 Wii Points |
| "Alright"(G)                                      | Supergrass                                  | 2              | 2            | 1994 | Duet       | ♀/♂       | 25 april 2012     | 250 Wii Points |
| "Dagomba"(G)/(4D)/(J)                             | Sorcerer                                    | 2              | 3            | 2003 | Solo       | ♂         | 25 april 2012     | 250 Wii Points |
| "Futebol Crazy"(2D)/(G)                           | The World Cup Girls                         | 1              | 2            | 2009 | Solo       | ♀         | 25 april 2012     | 250 Wii Points |
| "It's Raining Men"                                | The Weather Girls                           | 2              | 3            | 1983 | Solo       | ♀         | 25 april 2012     | 250 Wii Points |

- En "*" visar att sången är en cover-version, inte originalet.
- En "(G)" visar att sången även finns med i Just Dance: Best Of/Just Dance: Greatest Hits.
- En "(2D)" visar att sången finns även som ett DLC i Just Dance 2.
- En "(4D)" visar att sången finns även som ett DLC i Just Dance 4.
- En "#" visar att sångens svårighetsgrad och ansträngnings-nivå har ändrats från ursprungliga spelet.
- En "(K)" visar att sången är från originalspelet. Den finns även med i Just Dance Kids.
- En "(K2014)" visar att sången finns ävrn med i Just Dance Kids 2014.
- En "(DOB)" visar att sången finns ävrn med i Dance on Broadway.
- En "(SD)" visar att sången finns ävrn med i The Smurfs Dance Party.
- En "(J)" visar att sången finns även med i Just Dance Wii.

#### Wii-Paket
| Namn                 | Artist/Artister                                                                            | Sånger                                                        | Releasedatum    | Pris           |
| -------------------- | ------------------------------------------------------------------------------------------ | ------------------------------------------------------------- | --------------- | -------------- |
| Sweat Pack #1        | Sweat Invaders                                                                             | Beat Match Until I'm Blue Dun N Dusted Touch Me Want Me       | 4 januari 2012  | 600 Wii Points |
| Sweat Pack #2        | Sweat Invaders                                                                             | Cardiac Caress Boomsday Merengue                              | 18 januari 2012 | 600 Wii Points |
| Valentine Pack       | Bollywood Sweat Invaders Love Letter                                                       | Katti Kalandal Skin to Skin Why oh Why                        | 1 februari 2012 | 600 Wii Points |
| Spring Break Pack #1 | Kim Wilde The Reverend Horatio Duncan and Amos Sweets Nick Phoenix and Thomas J. Bergersen | Kids in America Down By The Riverside Professor Pumplestickle | 12 mars 2012    | 600 Wii Points |
| Spring Break Pack #2 | The World Cup Girls Supergrass Sorcerer                                                    | Futebol Crazy Alright Dagomba                                 | 25 april 2012   | 600 Wii Points |

### Xbox 360
| Sång                                            | Artist                                      | Svårighetsgrad | Ansträngning | År   | Spelarläge | Dansare | Releasedatum     | Pris  |
| ----------------------------------------------- | ------------------------------------------- | -------------- | ------------ | ---- | ---------- | ------- | ---------------- | ----- |
| "U Can't Touch This"*/(G)/(J)                   | MC Hammer                                   | 2              | 3            | 1990 | Solo       | ♂       | 7 oktober 2011   | $2.99 |
| "Fame"*/(G)/(DOB)                               | Irene Cara                                  | 1              | 2            | 1980 | Solo       | ♀       | 7 oktober 2011   | $2.99 |
| "Heart of Glass"                                | Blondie                                     | 2              | 1            | 1979 | Solo       | ♀       | 7 oktober 2011   | $2.99 |
| "Jin-Go-Lo-Ba"#/(G)                             | Fatboy Slim                                 | 2              | 2            | 2004 | Solo       | ♀       | 15 november 2011 | $2.99 |
| "Cosmic Girl"(G)                                | Jamiroquai                                  | 1              | 2            | 1996 | Solo       | ♀       | 15 november 2011 | $2.99 |
| "Jump in the Line (Shake, Senora)"*/(G)/(J)     | Harry Belafonte                             | 3              | 2            | 1961 | Duet       | ♀/♂     | 15 november 2011 | $2.99 |
| "Satisfaction (Isak Original Extended)"(G)      | Benny Benassi                               | 1              | 1            | 2003 | Solo       | ♂       | 15 november 2011 | $2.99 |
| "Toxic"*/(G)/(J)                                | Britney Spears                              | 3              | 1            | 2003 | Solo       | ♀       | 23 november 2011 | $2.99 |
| "Acceptable in the 80s"(G)/#                    | Calvin Harris                               | 2              | 2            | 2007 | Solo       | ♀       | 23 november 2011 | $2.99 |
| Jump*/(G)                                       | Kris Kross                                  | 3              | 3            | 1991 | Duet       | ♂/♂     | 23 november 2011 | $2.99 |
| "Proud Mary"(G)                                 | Ike and Tina Turner                         | 2              | 3            | 1991 | Solo       | ♀       | 23 november 2011 | $2.99 |
| "Walk Like an Egyptian"                         | The Bangles                                 | 2              | 2            | 1986 | Solo       | ♀       | 6 december 2011  | $2.99 |
| "Iko Iko"                                       | Mardi Gras                                  | 1              | 2            | 1953 | Solo       | ♀       | 6 december 2011  | $2.99 |
| "Baby Girl"(G)/(4D)                             | Reggaeton                                   | 3              | 2            | 2003 | Solo       | ♂       | 6 december 2011  | $2.99 |
| "Mashed Potato Time"                            | Dee Dee Sharp                               | 1              | 1            | 1962 | Solo       | ♀       | 6 december 2011  | $2.99 |
| "Crazy Christmas"                               | Santa Clones                                | 2              | 2            | 2010 | Solo       | ♂       | 20 december 2011 | $2.99 |
| "Step by Step"(G)                               | New Kids on the Block                       | 2              | 2            | 1990 | Solo       | ♂       | 20 december 2011 | $2.99 |
| "Funplex" (CCS remix)                           | The B-52's                                  | 2              | 2            | 2008 | Solo       | ♀       | 20 december 2011 | $2.99 |
| "Louie Louie"#                                  | Iggy Pop                                    | 1              | 2            | 1993 | Solo       | ♂       | 20 december 2011 | $2.99 |
| "I Like to Move It (Radio Mix)"(G)/(SD)/(K2014) | Reel 2 Real feat. The Mad Stuntman          | 2              | 2            | 1993 | Solo       | ♀       | 4 januari 2012   | $2.99 |
| "Beat Match Until I'm Blue"                     | Sweat Invaders                              | 2              | 2            | 2011 | Solo       | ♀       | 4 januari 2012   | $2.99 |
| "Dun N Dusted"                                  | Sweat Invaders                              | 2              | 2            | 2011 | Solo       | ♂       | 4 januari 2012   | $2.99 |
| "Touch Me Want Me"                              | Sweat Invaders                              | 2              | 3            | 2011 | Solo       | ♀       | 4 januari 2012   | $2.99 |
| "Cardiac Caress"                                | Sweat Invaders                              | 2              | 2            | 2011 | Solo       | ♀       | 17 januari 2012  | $2.99 |
| "Boomsday"                                      | Sweat Invaders                              | 2              | 3            | 2011 | Solo       | ♂       | 17 januari 2012  | $2.99 |
| "Merengue"                                      | Sweat Invaders                              | 2              | 2            | 2011 | Solo       | ♀       | 17 januari 2012  | $2.99 |
| "Who Let the Dogs Out?"#/(G)/(K)/(SD)           | Baha Men                                    | 2              | 2            | 2000 | Solo       | ♂       | 17 januari 2012  | $2.99 |
| "Katti Kalandal"(G)/(J)                         | Bollywood                                   | 2              | 2            | 1980 | Duet       | ♀/♂     | 1 februari 2012  | $2.99 |
| "Why Oh Why"                                    | Love Letter                                 | 1              | 1            | 2009 | Duet       | ♀/♂     | 1 februari 2012  | $2.99 |
| "The Power"(G)                                  | Snap!                                       | 2              | 3            | 1990 | Solo       | ♂       | 1 februari 2012  | $2.99 |
| "Skin-To-Skin"                                  | Sweat Invaders                              | 1              | 3            | 2010 | Solo       | ♂       | 1 februari 2012  | $2.99 |
| "Rasputin"(G)/(J)                               | Boney M.                                    | 3              | 3            | 1978 | Solo       | ♂       | 15 februari 2012 | $2.99 |
| "Mugsy Baloney"(G)                              | Charleston                                  | 3              | 2            | 1924 | Duet       | ♀/♂     | 15 februari 2012 | $2.99 |
| "That's the Way (I Like It)"#                   | KC and the Sunshine Band                    | 2              | 1            | 1975 | Solo       | ♂       | 15 februari 2012 | $2.99 |
| "Kids in America" (K)                           | Kim Wilde                                   | 2              | 2            | 1981 | Solo       | ♀       | 12 mars 2012     | $2.99 |
| "Down by the Riverside"(G)                      | The Reverend Horatio Duncan and Amos Sweets | 2              | 1            | 1927 | Solo       | ♀       | 12 mars 2012     | $2.99 |
| "Professor Pumplestickle" (2D)/(4D)             | Nick Phoenix and Thomas J. Bergersen        | 3              | 1            | 2006 | Duet       | ♂/♂     | 12 mars 2012     | $2.99 |
| "Dare"(G)                                       | Gorillaz                                    | 2              | 1            | 2005 | Solo       | ♂       | 12 mars 2012     | $2.99 |
| "Alright"(G)                                    | Supergrass                                  | 2              | 2            | 1994 | Duet       | ♀/♂     | 25 april 2012    | $2.99 |
| "Dagomba"(G)/(4D)/(J)                           | Sorcerer                                    | 2              | 3            | 2003 | Solo       | ♂       | 25 april 2012    | $2.99 |
| "Futebol Crazy"(G)/(2D)                         | The World Cup Girls                         | 1              | 2            | 2009 | Solo       | ♀       | 25 april 2012    | $2.99 |
| "It's Raining Men"                              | The Weather Girls                           | 2              | 3            | 1983 | Solo       | ♀       | 25 april 2012    | $2.99 |

- En "*" visar att sången är en cover-version, inte originalet.
- En "(G)" visar att sången finns även i Just Dance: Best Of/Just Dance: Greatest Hits.
- En "(2D)" visar att sången finns även som ett DLC till Just Dance 2.
- En "(4D)" visar att sången finns även som ett DLC till Just Dance 4.
- En "#" visar sångens svårighetsgrad och ansträngnings-nivå har ändrats från ursprungliga spelet.
- En "(K)" visar att sången finns även med i Just Dance Kids.
- En "(K2014)" visar att sången finns även med i Just Dance Kids 2014.
- En "(DOB)" visar att sångenfinns även med i Dance on Broadway.
- En "(SD)" visar att sången finns även med i The Smurfs Dance Party.
- En "(J)" visar att sången finns även med i Just Dance Wii.

#### Xbox 360-paket
| Namn                 | Artister                                                                                   | Sånger                                                        | Releasedatum    | Pris  |
| -------------------- | ------------------------------------------------------------------------------------------ | ------------------------------------------------------------- | --------------- | ----- |
| Sweat Pack #1        | Sweat Invaders                                                                             | Beat Match Until I'm Blue Dun N Dusted Touch Me Want Me       | 4 januari 2012  | $5.99 |
| Sweat Pack #2        | Sweat Invaders                                                                             | Boomsday Cardiac Caress Merengue                              | 17 januari 2012 | $5.99 |
| Christmas Pack       | The Bangles Mardi Gras Reggaeton Dee Dee Sharp                                             | Walk Like an Egyptian Iko Iko Baby Girl Mashed Potato Time    | 17 januari 2012 | $7.99 |
| Spring Break Pack #1 | Kim Wilde The Reverend Horatio Duncan and Amos Sweets Nick Phoenix and Thomas J. Bergersen | Kids in America Down By The Riverside Professor Pumplestickle | 12 mars 2012    | $7.99 |
| Spring Break Pack #2 | The World Cup Girls Supergrass Sorcerer                                                    | Futebol Crazy Alright Dagomba                                 | 25 april 2012   | $7.99 |

## Mottagande
Just Dance 3 mottogs av blandade recensioner, Wii-versionen fick 74.00%, Xbox 360-versionen fick 69.89% och Playstation 3-versionen fick 72.00% i snittbetyg av Gamerankings.